# Масуме Мозаффари
Масуме Мозаффари — современная иранская художница.

## Биография
Родилась в 1958 году; преподаватель университета в области искусства и иранский фигуративный живописец. Портреты простых иранцев — одни из важнейших её работ. В 2014 году она стала главой Ассоциации художников Ирана, срок её полномочий истек 29 июня 2018 года.
Окончила бакалавриат на факультете изящных искусств Тегеранского университета в 1989 году, а диплом об окончании магистратуры в области изящных искусств получила на факультете искусства и архитектуры Свободного Исламского университета.
Стиль работы Мозаффари — изображение пространств и предметов или людей внутри них в реалистической манере, хотя иногда она использует и кубизм. В пространствах, представленных этой художницей, показаны такие предметы, как ложки и вилки в момент падения, люди внутри пространств пристально смотрят на зрителя. На портретах она изображает холодные, нейтральные, «мертвые» лица, в глазах которых читаются страх и тревога из-за внешнего пространства. В своих работах Мозаффари использует акриловые и масляные краски, а также такие инструменты, как карандаш и ручку.

## Преподавательский опыт
- 1990—1994: Школа искусства и литературы (при государственной телерадиокомпании Исламской Республики Иран)
- 1991—2002: Институт интеллектуального развития детей и подростков (Центр обучения)
- 1991 — настоящее время: Свободный Исламский университет, факультет искусства и архитектуры
- 2001 — Институт фундаментальных наук (Центр дополнительного образования) — г. Зенджан
- 2003—2007 — Свободный Исламский университет (Тебриз), факультет искусства и архитектуры[3].

## Сочинения
- 1991 — статья «Отражение гуманизма в произведениях Кемаль-ад-Дина Бехзада», специальный выпуск журнала «Гардун»
- 1999 — учебник «Знакомство с детской живописью» для удаленного обучения (по переписке) воспитателей тегеранского Института интеллектуального развития детей и подростков
- 2000 — учебник «Цвет в живописи» в соавторстве с Туран Гамари, Организация по научно-педагогическому исследованию и планированию учебного процесса
- 2003 — статья «„Любовное письмо“, картина Яна Вермеера», ежеквартальник «Херфе-йе хонарманд»
- 2004 — статья «Седьмая бьеннале в пути» (внутреннее издание Ассоциации художников Ирана)
- 2009 — статья «За дверью», ежеквартальник «Херфе-йе хонарманд»[3].

## Членство в жюри
- 2007 — член комиссии по отбору рисунков на Первом фестивале и конференции по рисунку им. доктора Сондузи — музей имама Али, Тегеран
- 2008 — член судейской комиссии по рисунку и живописи (г. Тегеран) — музей имама Али, Тегеран
- 2008 — член комиссии по отбору работ и судейству Всеиранского фестиваля колледжей Ирана — Керманшах
- 2009 — член комиссии по отбору рисунков и судейству на фестивале им. доктора Сондузи — музей имама Али, Тегеран
- 2009 — член комиссии по отбору работ и судейству Четвёртой выставки «Избранные работы нового поколения», галерея «Хома» — Тегеран[3].

## Выступления
- 2001 — «Марк Шагал» — культурный центр «Ниаваран»
- 2003 — «Поп-арт и Энди Уорхол» — культурный центр «Ниаваран»
- 2004 — «Живопись в двадцатом веке», факультет искусства — Исламшехр
- 2005 — «Живопись в Иране с периода правления Сефевидов до наших дней» — Исфахан
- 2005 — «Современные художницы Ирана», Краковский центр иранистики — Польша[3].